# Abraham Lincoln

Lincoln won de verkiezingen van 1860. Uitslagen met aantallen kiesmannen per staat.

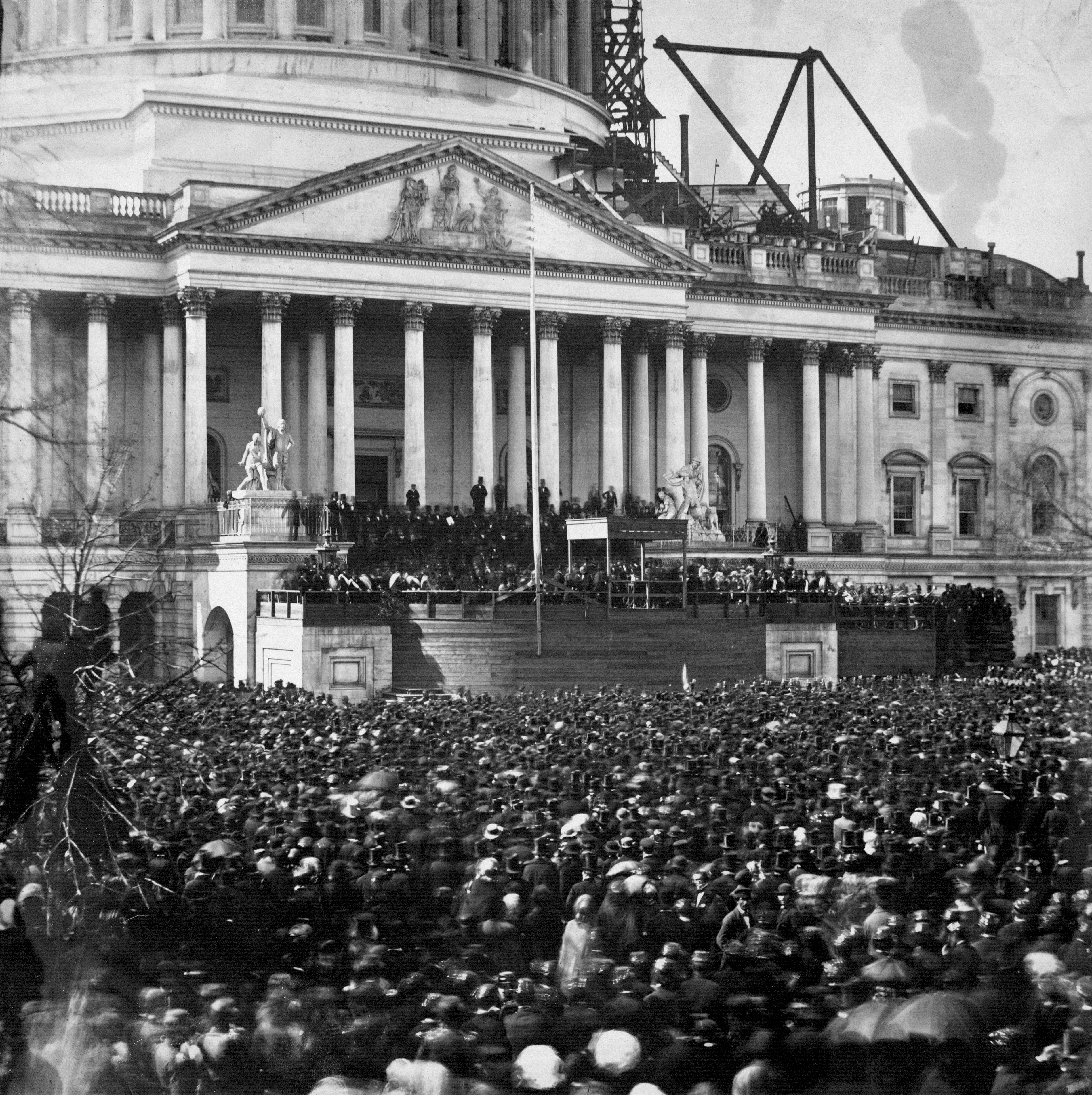
Inaugurele rede van Lincoln op het Capitool in Washington, 4 maart 1861.

Abraham Lincoln (Hodgenville, Kentucky, 12 februari 1809 – Washington D.C., 15 april 1865) was de 16e president van de Verenigde Staten. Hij diende van 1861 tot aan zijn dood in 1865. Lincoln was de eerste president van de Verenigde Staten die tijdens zijn ambtsperiode werd vermoord.
Lincoln wordt beschouwd als een van de grootste Amerikaanse presidenten. Hij wordt geprezen om zijn leiderschap tijdens de Amerikaanse Burgeroorlog, de afschaffing van de slavernij, de versterking van de nationale overheid en de modernisering van de economie.

## Biografie
Abraham Lincoln was de zoon van Thomas en Nancy Hanks Lincoln. Hij werd vernoemd naar zijn grootvader aan vaders kant. Zijn vader was timmerman en boer. Zijn beide ouders waren baptist.
Toen Lincoln zeven jaar was, verhuisden zijn ouders naar Indiana. Hij ging naar school met zijn oudere zus Sarah, die in 1828 stierf tijdens de geboorte van haar kind. De jongere broer van Lincoln stierf kort na de geboorte. Lincoln bekwaamde zich als autodidact in lezen, schrijven en spreken tot een niveau dat de school niet kon bieden.
In 1818 overleed zijn moeder aan de gevolgen van het drinken van  met Ageratina altissima besmette melk. Een jaar na haar dood hertrouwde zijn vader met Sarah Bush Johnston. Zij had al drie kinderen. In 1851 stierf zijn vader.
In 1831 verhuisde Lincoln naar Illinois alwaar hij vanaf 1837 in New Salem woonde. Hij had er verschillende banen, van postbode tot winkeleigenaar en kreeg hier de bijnaam Honest Abe. Lincoln deed ook mee aan de verkiezingen voor het Huis van Afgevaardigden van de staat Illinois. Hij won vier keer, in 1834, 1836, 1838 en 1840, als lid van de United States Whig Party terwijl hij zich later bij de Republikeinen aansloot. Gedurende deze periode studeerde hij in zijn vrije tijd ook nog rechten, en in 1836 werd hij advocaat.
In 1839 ontmoette Lincoln Mary Todd, in Springfield. Na drie jaar trouwden ze en in de volgende elf jaar kregen ze vier kinderen: Robert, Edward, William en Thomas. In die periode was Lincoln een succesvol advocaat.
In 1846 werd Lincoln gekozen in het Huis van Afgevaardigden waarna hij bekendheid verwierf om zijn visie op de Mexicaans-Amerikaanse Oorlog en de slavernij. Na zijn ambtstermijn keerde hij terug naar huis en nam zijn advocatenpraktijk weer op.
Lincolns belangstelling voor politiek werd aangewakkerd door de Kansas-Nebraska Act. Hij begon af en toe redevoeringen te houden, die zeer succesvol waren door hun logica en humor.

## Presidentschap
In 1860 werd Lincoln voor de Republikeinen kandidaat voor het presidentschap, en werd hij gekozen tot de 16e president van de Verenigde Staten. Hij legde de eed als president af op 4 maart 1861.
De Zuidelijke Staten zagen in Lincoln een bedreiging omdat hij uitbreiding van de slavernij wilde tegengaan. Lincoln was uitsluitend met stemmen uit de Noordelijke Staten (en Californië en Oregon) verkozen. De Zuidelijke staten scheidden zich vervolgens af van de Verenigde Staten en vormden de Geconfedereerde Staten van Amerika. Lincoln maakte hierdoor in zijn eerste ambtstermijn al onmiddellijk de grootste interne crisis mee die de Verenigde Staten tot dan hadden gekend: de Amerikaanse Burgeroorlog. Met verzoenende woorden in zijn inaugurele rede als president kon hij deze oorlog niet voorkomen. Ondanks het grote verlies aan mensenlevens bleef Lincoln vasthouden aan zijn compromisloze houding tegen het zuiden. Wel benadrukte hij, dat het hem ging om het behoud van de Unie, en niet om de afschaffing van de slavernij. Zo schreef hij op 25 augustus 1862 in de New York Times: “If I could save the Union without freeing any slave, I would do it; and if I could save it by freeing all the slaves, I would do it; and if I could do it by freeing some and leaving others alone, I would also do that.” Op 9 april 1865 tekende de Zuidelijke generaal Lee de overgave, waarmee het verzet van de afgescheiden Zuidelijke Staten praktisch ten einde kwam.
Lincoln richtte de Secret Service op. Hij ondertekende de oprichtingswet op 14 april 1865, slechts een paar uur voordat hij werd vermoord.

## Moord
Na zijn herverkiezing in 1864 werd Lincoln op Goede Vrijdag 14 april 1865 in Ford's Theatre (een schouwburg in Washington) neergeschoten door John Wilkes Booth, een fanatieke aanhanger van de Geconfedereerde Staten. De president werd in het achterhoofd getroffen door een kogel en stierf de volgende dag op Stille Zaterdag 15 april in het Petersen House op 56-jarige leeftijd.
Zijn dood schokte Amerika hevig, ook de zuidelijke staten. In Washington namen zeker 100.000 mensen en in New York 600.000 mensen afscheid van de vermoorde president. Een speciale rouwtrein bracht Lincoln in verschillende dagen van Washington via New York, Detroit, Buffalo en Chicago naar Springfield. Rouwende mensen stonden overal langs de route. Naar schatting hebben zo'n zeven miljoen mensen de diverse rouwplechtigheden bijgewoond.
Op 4 mei 1865 werd Lincoln begraven in Springfield. Hij werd bijgezet in een praalgraf met obelisk, op het kerkhof Oak Ridge.
De legende wil dat Lincoln enkele dagen voor de moordaanslag had gedroomd dat hij iemand in het Witte Huis opgebaard zag liggen. Op zijn vraag wat er was gebeurd, zou een soldaat geantwoord hebben dat de president was vermoord.
Andrew Johnson, zijn vicepresident, volgde Abraham Lincoln op als president. Als verzoeningsgebaar heeft Lincoln deze Democraat gekozen als vicepresident. Dit gaf later problemen met de republikeinse meerderheid in het congres en senaat met een (niet succesvolle) afzettingsprocedure als gevolg.

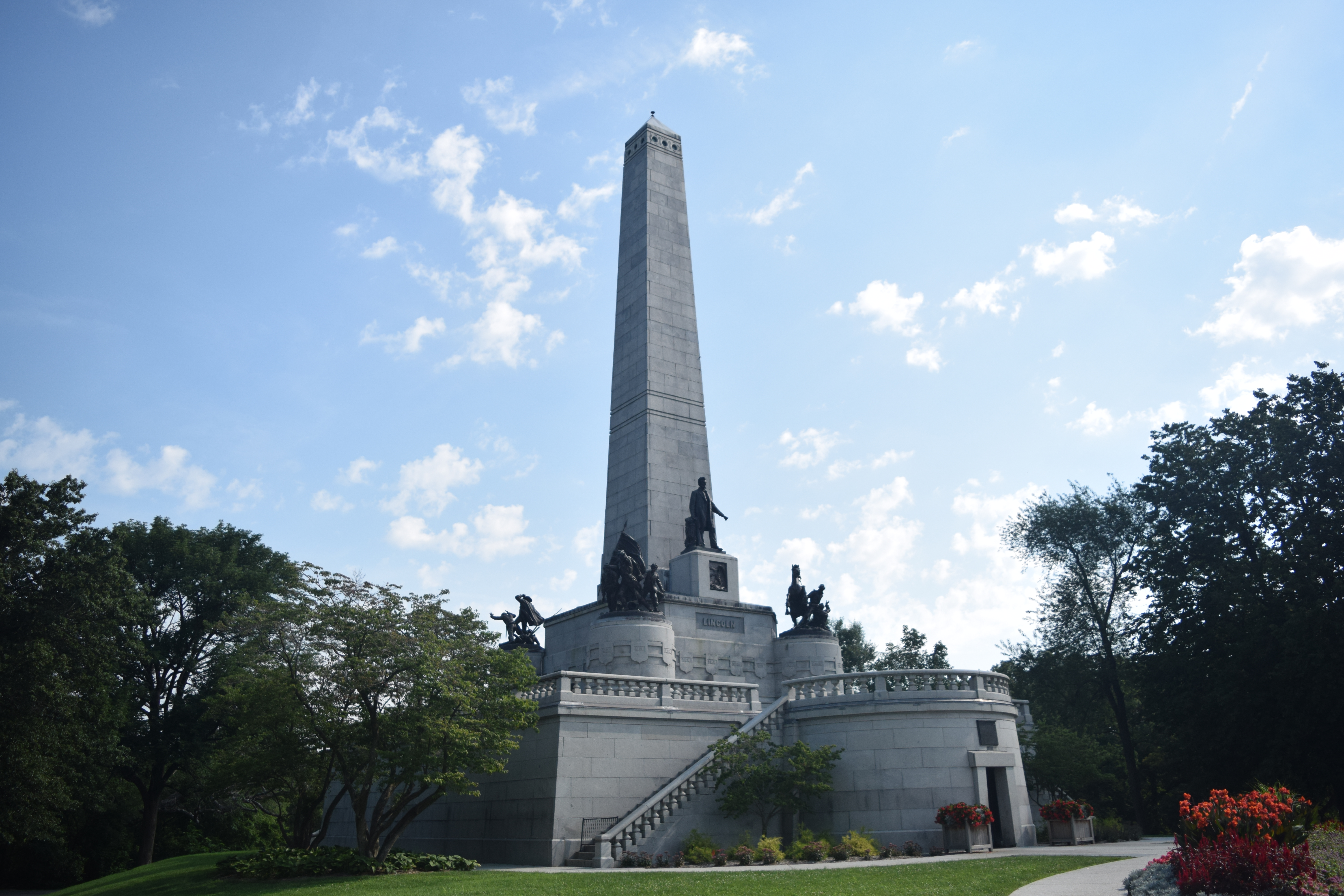
praalgraf met obelisk.
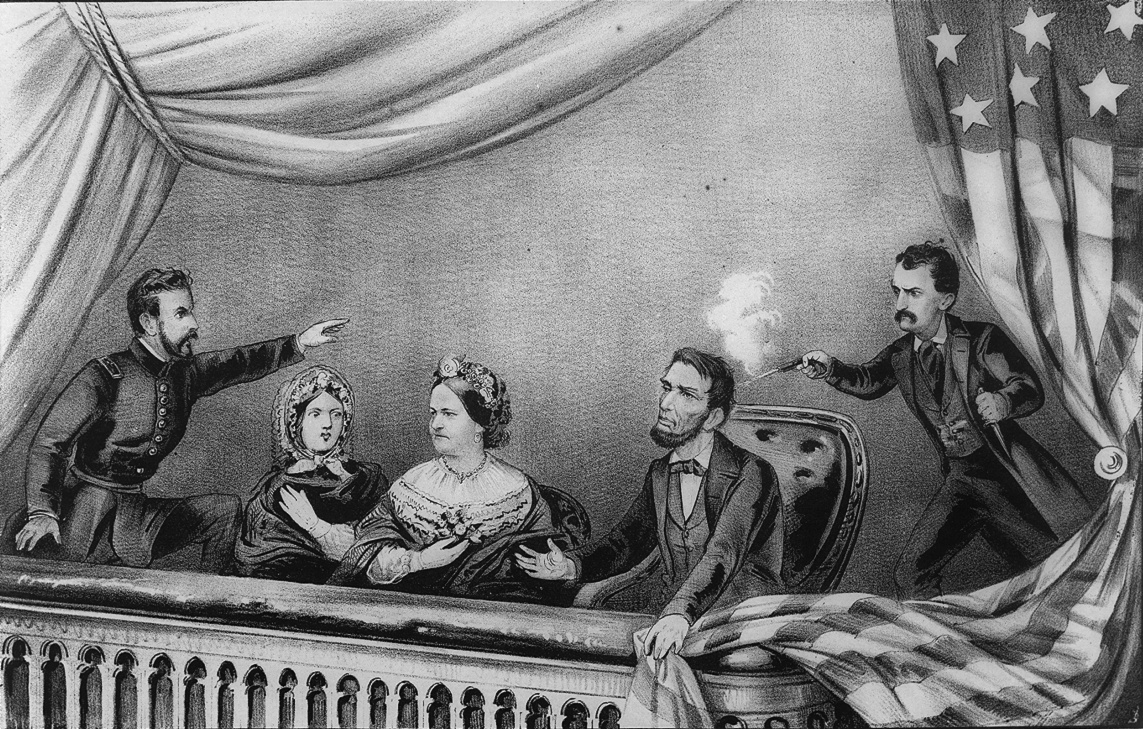
Verbeelding van de moord op 14 april 1865 in Ford's Theatre, lithografie, omstreeks 1865.
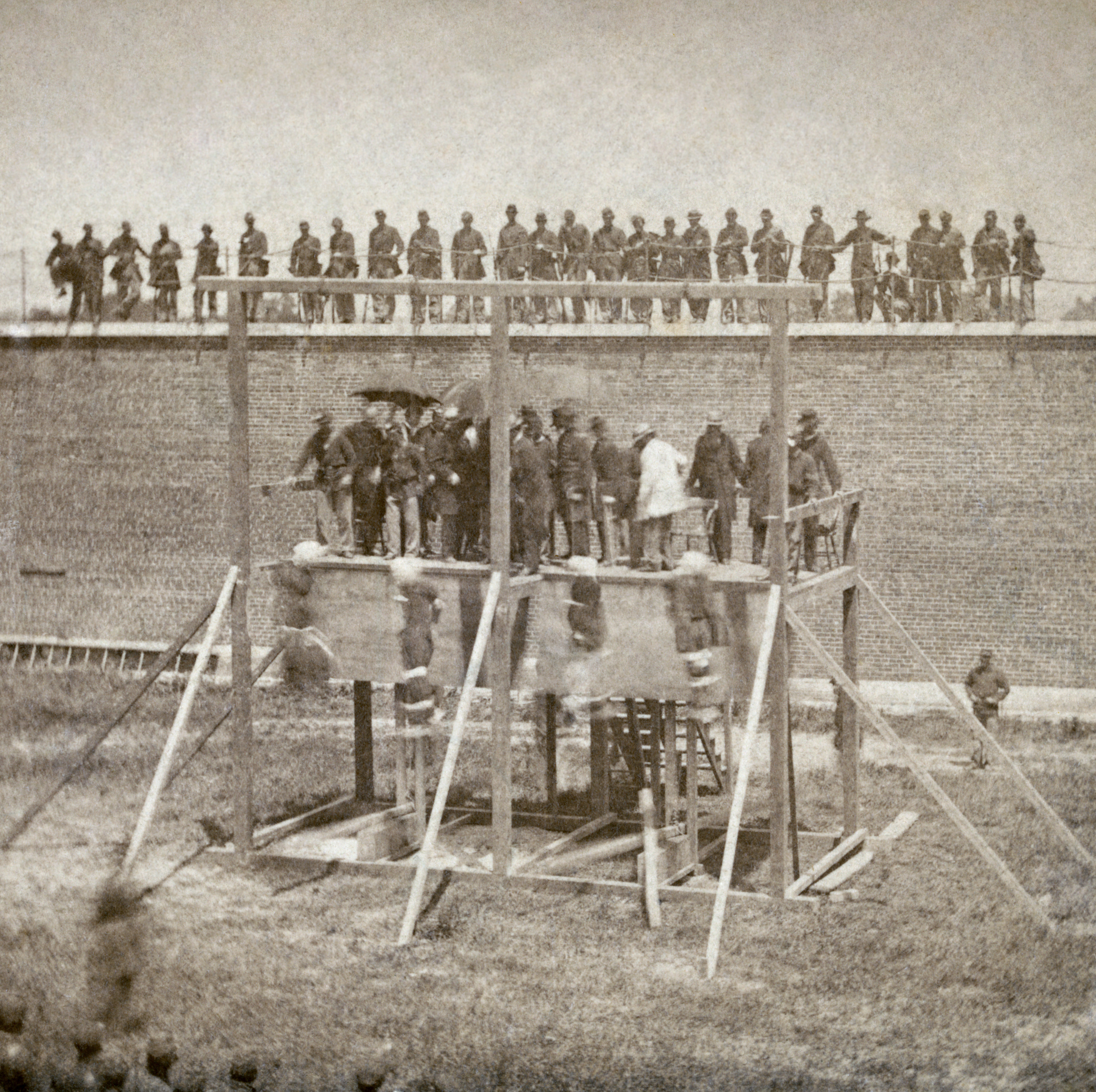
Executie door ophanging van Mary Surratt, Lewis Powell, David Herold en George Atzerodt, veroordeeld voor samenzwering bij de moord op Abraham Lincoln, op 7 juli 1865, Fort McNair in Washington, D.C.

## Kabinetsleden onder Lincoln

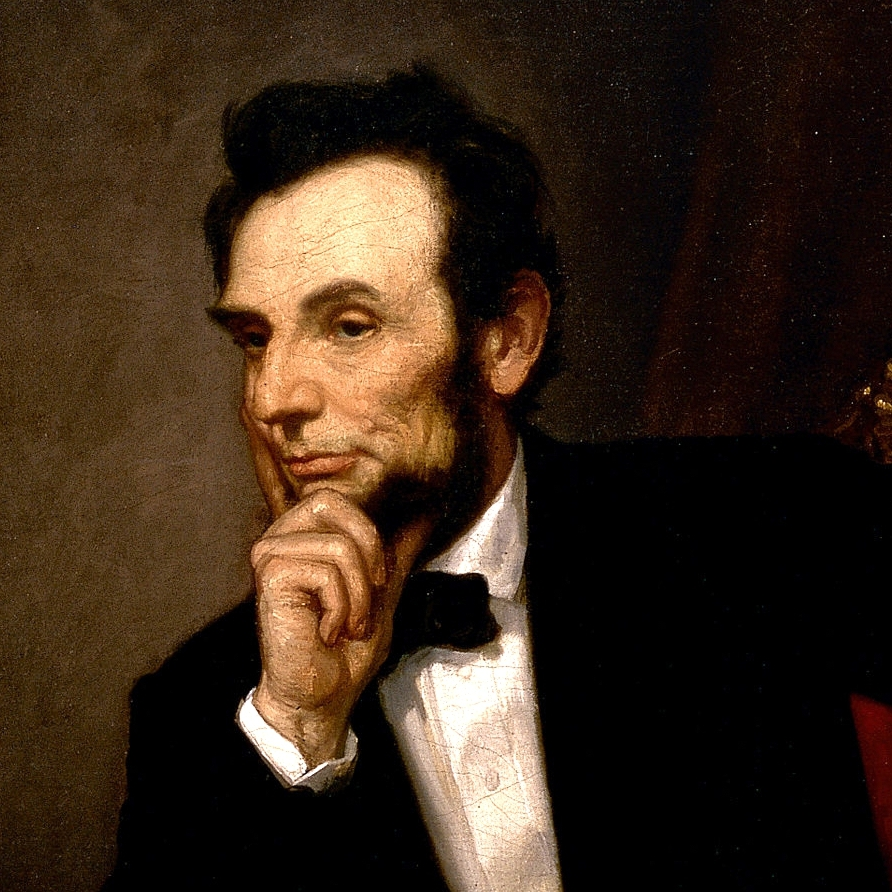
Detail portret van Abraham Lincoln door Healy (1869)

| Kabinetsleden        | Ministerie         | Periode     | Bijzonderheden                           |
| -------------------- | ------------------ | ----------- | ---------------------------------------- |
| William H. Seward    | Buitenlandse Zaken | 1861 - 1865 | Idem onder A. Johnson                    |
| Caleb B. Smith       | Binnenlandse Zaken | 1861 - 1863 |                                          |
| Simon Cameron        | Oorlog             | 1861 - 1862 |                                          |
| Salmon P. Chase      | Financiën          | 1861 - 1864 |                                          |
| Edward Bates         | Justitie           | 1861 - 1864 |                                          |
| Gideon Welles        | Marine             | 1861 - 1865 | Idem onder A. Johnson                    |
| Montgomery Blair     | Posterijen         | 1861 - 1864 |                                          |
| John P. Usher        | Binnenlandse Zaken | 1863 - 1865 | Idem onder A. Johnson                    |
| Edwin M. Stanton     | Oorlog             | 1862 - 1865 | Idem onder A. Johnson                    |
| William P. Fessenden | Financiën          | 1864 - 1865 | Idem onder A. Johnson                    |
| James Speed          | Justitie           | 1864 - 1865 | Idem onder A. Johnson                    |
| William Dennison     | Posterijen         | 1864 - 1865 | Idem onder A. Johnson                    |
| Hugh McCulloch       | Financiën          | 1865        | Idem onder A. Johnson en onder C. Arthur |

## Baard
Abraham Lincoln liet in 1861 zijn baard staan, deels op advies van de elfjarige Grace Bedell. Zij schreef hem in een brief dat dit hem beter zou staan, daar hij zo'n mager gezicht had. Toen Lincoln na zijn verkiezing op doorreis naar Washington per trein de woonplaats van Bedell aandeed, hadden zich duizenden inwoners verzameld om de nieuwe president te zien. In zijn toespraak vertelde Lincoln over Bedells brief en verklaarde dat hij deels op haar suggestie zijn baard had laten groeien. Hij vroeg of zij aanwezig was en verzocht haar naar voren te komen.